# 在中華人民共和国キプロス大使館
在中華人民共和国キプロス大使館（ギリシア語: Πρεσβεία της Κύπρου στην Κίνα、中国語: 塞浦路斯驻华大使馆、英語: Embassy of Cyprus in China）は、キプロスが中華人民共和国の首都北京市に設置している大使館である。1971年12月14日に両国間の外交関係が樹立された後、1989年に大使館が開設された。
また、非常駐の在朝鮮民主主義人民共和国キプロス大使館（駐朝キプロス大使館、ギリシア語: Κυπριακή Πρεσβεία στη Λαϊκή Δημοκρατία της Κορέας、朝鮮語: 주한 민주 공화국 키프로스 대사관、英語: Embassy of Cyprus in the Democratic People's Republic of Korea）、在モンゴル国キプロス大使館（ギリシア語: Πρεσβεία της Κύπρου στην Μογγολία、モンゴル語: Киприйн Монгол дахь Элчин сайдын яам、英語: Embassy of Cyprus in Mongolia）などを兼轄している。

## 住所
| 日本語 | 〒100600 北京市朝陽区亮馬河南路14号塔園外交弁公楼2-13-2                                                  |
| 中国語 | 北京市朝阳区亮马河南路14号塔园外交办公楼2-13-2，邮编：100600                                             |
| 英語   | 2-13-2, Ta Yuan Diplomatic Office Building, No. 14 Liang Ma He Nan Lu, Chaoyang District, Beijing 100600 |

## 大使
2018年6月20日より、アントニス・トゥマジスが特命全権大使を務めている。
また、前大使アイス・ロイズは、2016年7月21日に駐日大使として訪問した東京で信任状を捧呈していた。